# 三環式化合物

ジベンザゼピン

フェノチアジン

三環式化合物 (さんかんしきかごうぶつ、英語: Tricyclic compound) は、3つの接続した環を含む環式化合物である。ただし薬理学においては、伝統的に複素環式化合物の薬剤を表すのに用いられる。これらには、抗うつ薬、抗精神病薬、抗てんかん薬、抗ヒスタミン薬（抗アレルギー薬、乗り物酔い薬、かゆみ止め薬、睡眠薬、鎮静薬)等が含まれる。

## 歴史
- 1847年にハルミンは、伝統的儀式や医薬品に用いられてきた植物であるPeganum harmalaの種子から初めて単離された[1]。

- 1940年代に、プロメタジン等の三環構造を持つ第一世代の抗ヒスタミン薬が発見された。
- 1950年代初めに、鎮静薬として用いられていたプロメタジン誘導体のクロルプロマジンに神経安定作用が発見され、初めての定型抗精神病薬となった。
- 1950年代初めにイミプラミンが開発され、最初の三環系抗うつ薬となった。
- 1953年にカルバマゼピンが発見され、1965年から抗てんかん薬として用いられるようになった。
- 1970年代にミアンセリンやマプロチリンが最初の四環系抗うつ薬として開発された。
- 1990年代にクロザピンが最初の非定型抗精神病薬として導入された。
- 1990年代にロラタジンが、鎮静作用を持たない第二世代の抗ヒスタミン薬として導入された[2]。

## ギャラリー
| 自然界に存在     | 自然界に存在     | 自然界に存在       | 自然界に存在   | 自然界に存在 |
| ---------------- | ---------------- | ------------------ | -------------- | ------------ |
| ハルミン         |                  |                    |                |              |
| 抗うつ薬         |                  |                    |                |              |
| イミプラミン     | アミトリプチリン | ミルタザピン       | イプリンドール | チアネプチン |
| 抗精神病薬       |                  |                    |                |              |
| クロルプロマジン | チオリダジン     | クロルプロチキセン | ロキサピン     | クロザピン   |
| 抗ヒスタミン薬   |                  |                    |                |              |
| プロメタジン     | シプロヘプタジン | ラトレピルジン     | ロラタジン     | ルパタジン   |
| その他           |                  |                    |                |              |
| カルベジロール   | カルベジロール   | シクロベンザプリン | ピゾチフェン   | モナテピル   |